# نانسي فرينش
نانسي فرينش (بالإنجليزية: Nancy French)‏ هي كاتِبة أمريكية، ولدت في 26 نوفمبر 1974 في باريس في الولايات المتحدة.